# عريب (بعدان)

تعديل مصدري - تعديل

عريب محلة تابعة لقرية الرباعي، التابعة لعزلة ضابي بمديرية بعدان إحدى مديريات محافظة إب في الجمهورية اليمنية، بلغ تعداد سكانها 91 حسب تعداد اليمن لعام 2004.